# Marco Stiepermann
Marco Stiepermann (9 de febrer de 1991) és un futbolista professional alemany que juga com a mitjapunta pe l'ASC 09 Dortmund.